# Phéia
Phéia é uma antiga cidade grega que atualmente encontra-se totalmente submersa.
A cidade ficou famosa na obra máxima de Tucídides, a história da Guerra do Peloponeso. Nela, é contada que Phéia foi conquistada por Atenas e se tornou uma das principais cidades responsáveis pela construção dos navios da frota de Péricles.
Aproximadamente no século V, um terremoto na região levou toda a cidade para o fundo do mar. Phéia só veio a ser redescoberta em 1911, submersa a cinco metros da superfície do Mar Egeu.